# Stumpfnasen-Schlangenaal
Der Stumpfnasen-Schlangenaal (Echelus myrus, Syn.: Muraena myrus) ist eine Fischart aus der Familie der Schlangenaale (Ophichthidae), die im subtropischen und tropischen Atlantik sowie im Mittelmeer beheimatet ist.
Carl von Linné, der Erstbeschreiber der Art, ordnete den Stumpfnasen-Schlangenaal zunächst der Gattung Muraena aus der Familie der Muränen zu.

## Merkmale
Der Stumpfnasen-Schlangenaal wird üblicherweise ca. 60 cm, maximal bis zu 100 cm lang und ist wie die meisten Aalartigen sehr langgestreckt. Zum Körperende hin ist er seitlich abgeflacht, der Anus liegt etwas vor der Körpermitte. Die Schnauze ist fast kegelförmig (subkonisch). Im Gegensatz allerdings zu den meisten anderen Arten der Familie und zu Muränen verfügt er noch über Brustflossen. Rückenflosse und Afterflosse können in eine tiefe Hautfalte geklappt werden und sind gut entwickelt. Die Rückenflosse beginnt etwas hinter der Brustflossenbasis. Familientypisch für die Schlangenaale fehlt eine Schwanzflosse.
Der Körper ist gräulich, gemischt mir dunkelgelb oder bräunlich gefärbt. Zum Rücken hin wird die Färbung dunkler. Die Seitenlinie ist zum Kopf hin unpigmentiert. Das hintere Drittel der Rückenflosse und der Afterflosse ist schwärzlich, nach vorne hin sind die beiden Flossen heller.
Seitenlinie mit 49–52 präanalen (also unmittelbar vor dem Anus liegenden) Poren, 8 präpectoralen (unmittelbar vor den Brustflossen) und ohne supra-temporale (über und hinter dem Auge liegenden) Poren. Der Stumpfnasen-Schlangenaal hat insgesamt 149 bis 155 Wirbel, davon sind 54 bis 57 Abdominalwirbel.

## Verbreitung
Im östlichen Atlantik kommt die Art an den Küsten Europas und Afrikas von der Biskaya bis zur Kongomündung, ebenso im gesamten Mittelmeer einschließlich der Balearen vor.

## Lebensraum
Der Stumpfnasen-Schlangenaal bewohnt die Bodenzone des Schelfs. Dort vergräbt er sich in Sand oder Schlamm, so dass nur noch der Kopf herausragt. Er ist in Tiefen von 3 bis 550 m anzutreffen, bei Haifa und Zypern wurde die Art in Tiefen von 280 bis 1490 m beobachtet.

## Fortpflanzung
Die Fortpflanzung der Art ist bislang nicht genauer bekannt. Jedoch wurde vor Algier das Ablaichen in den Monaten Juli bis August beobachtet. Die Eier haben einen Durchmesser von 3,3 bis 3,7 mm.